# Pinhovelo
Pinhovelo é uma localidade no Município de Macedo de Cavaleiros que foi vila e sede de freguesia e de concelho. A freguesia foi anexada em 1832 à Freguesia de Amendoeira. Nessa data o concelho foi também extinto e incorporado no concelho de Cortiços. O antigo município tinha, aquando do censo de 1801, apenas 89 habitantes.

## Património
- Pelourinho de Pinhovelo
- Terronha de Pinhovelo[2]